# 春日神社 (伊東市)
春日神社（かすがじんじゃ）は、静岡県伊東市宇佐美にある神社。

## 概要
宇佐美地区の南岸部、初津（はづ）地区に鎮座している。
創建は不詳。元々は奥州藤原氏の流れをくむ荻野家の守護神として祀られたとされる。境内にあった大楠が、安宅丸建造の際に供出させられたとする伝承でよく知られており、幕末の文政7年（1824年）に当地を旅行した浦賀奉行・小笠原長保も、そのことを『甲申旅日記』に記している。
10月中旬の例大祭では、市指定の無形民俗文化財にもなっている鹿島踊りの他、神輿の海上渡御なども行われる。

## 祭神
- 春日神

## 文化財
- 鹿島踊り - 市指定無形民俗文化財[4]。